# パク・ヨンジュン
パク・ヨンジュン（英語：Park Yeon Jun、1997年1月8日 - ）は、大韓民国・ソウル特別市出身の女性フィギュアスケート選手（女子シングル）。
2011年アジアフィギュア杯優勝。

## 主な戦績
| 大会/年            | 2011-12 | 2012-13 |
| ------------------ | ------- | ------- |
| 四大陸選手権       |         | 16      |
| 韓国選手権         |         | 16      |
| アジアフィギュア杯 | 1       |         |